# Clematis carrizoensis
Clematis carrizoensis là một loài thực vật có hoa trong họ Mao lương. Loài này được D.Estes mô tả khoa học đầu tiên năm 2006.